# Scott Brash
Scott Brash, född 23 november 1985 i Peebles i Skottland i Storbritannien, är en brittisk ryttare.
Han tog OS-guld i lagtävlingen i hoppning i samband med de olympiska ridsporttävlingarna 2012 i London.
Han blev år 2015 historisk genom att bli den första ryttaren nånsin att vinna Rolex Grand Slam of Showjumping efter att ha vunnit de tre deltävlingarna Aachen, Genève och Spruce Meadows i rad. 
Scott Brash har sedan 2014 från och till varit rankad nummer 1 i världen. Han har vunnit Longines global champions tour två år i rad (2013 och 2014) och har vunnit ett antal deltävlingar i touren.
Vid OS 2024 ingick han i det brittiska lag som tog i hästhoppningens lagtävling.